# ジェームス・エリソン

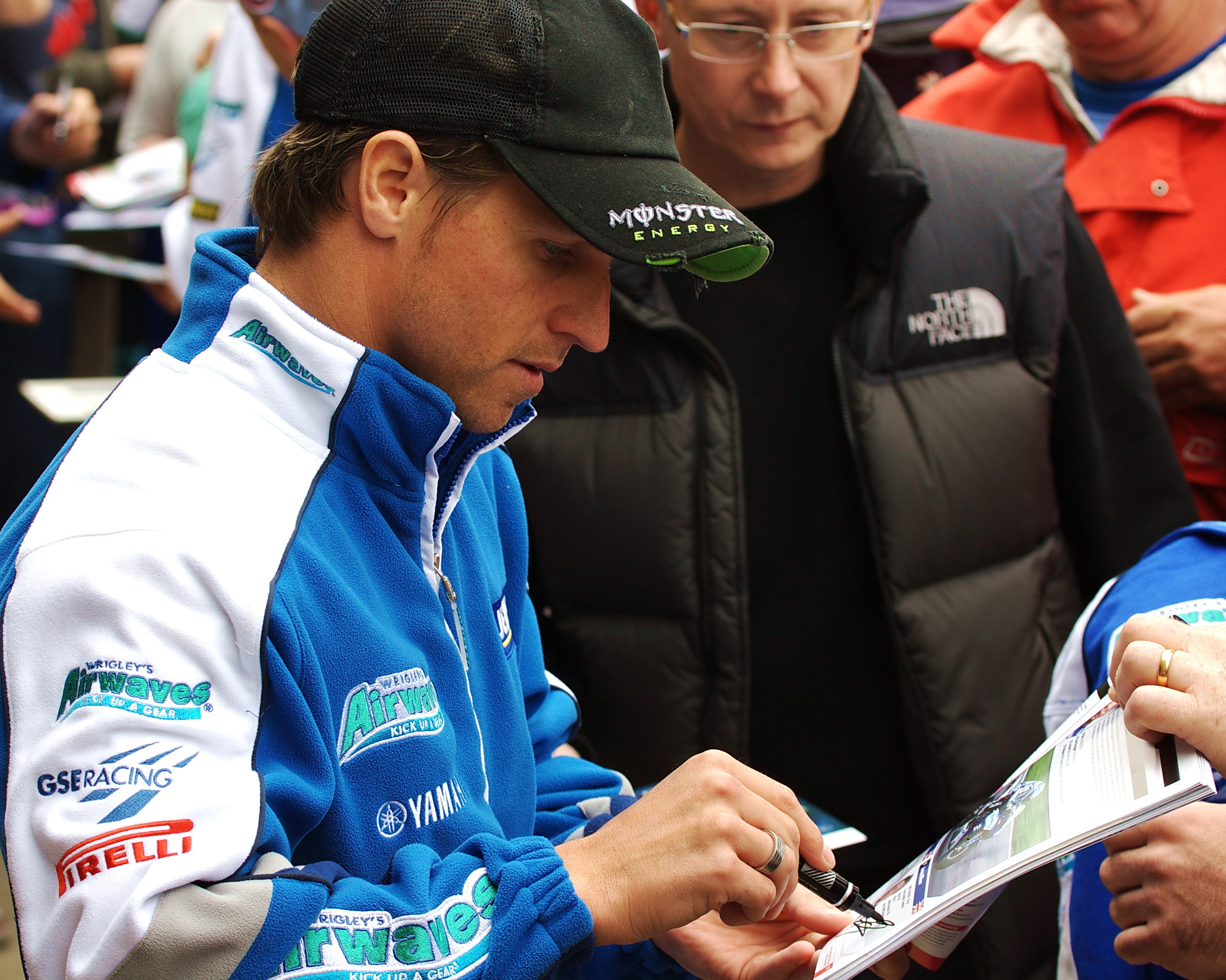
ジェームス・エリソン

ジェームス・エリソン（James Ellison、1980年9月19日 - ）は、イギリス出身のモーターサイクル・ロードレーサー。2000年～2001年スーパーストックヨーロッパ選手権チャンピオン、2003年世界耐久選手権チャンピオン、2004年ブリティッシュスーパーバイクカップチャンピオン。
2006年はダンロップタイヤを履くテック3・ヤマハよりロードレース世界選手権MotoGPクラスに参戦。

## 戦績
- 1999年 - スーパーストックヨーロッパ選手権ランキング10位（カストロールホンダ／CBR600F）

ロードレースヨーロッパ選手権スーパーストック600クラスランキング8位（CBR600F）
- 2000年 - スーパーストックヨーロッパ選手権チャンピオン（テンケイトホンダ／CBR900RR）

スーパースポーツ世界選手権ランキング33位（テンケイトホンダ／CBR600F）
- 2001年 - スーパーストックヨーロッパ選手権チャンピオン（テック2000/クレセントスズキ／GSX-R1000）
- 2002年 - スーパースポーツ世界選手権ランキング18位（カワサキレーシング／ZX-6RR）
- 2003年 - 世界耐久選手権チャンピオン（チームフェーズワン／GSX-R1000）

スーパーストックヨーロッパ選手権ランキング3位（HAPレーシング／GSX-R1000）
- 2004年 - ブリティッシュスーパーバイク選手権ランキング11位、プライベーターズカップチャンピオン（ジェンティンレーシング／YZF-R1）

スーパーバイク世界選手権ランキング19位（ジェンティンレーシング／YZF-R1）
ロードレース世界選手権MotoGPランキング26位（ハリスWCM）
- 2005年 - ロードレース世界選手権MotoGPランキング23位（ブラタWCM）
- 2006年 - ロードレース世界選手権MotoGPランキング18位（テック3ヤマハ／ヤマハ・YZR-M1）